# Cobija pesada

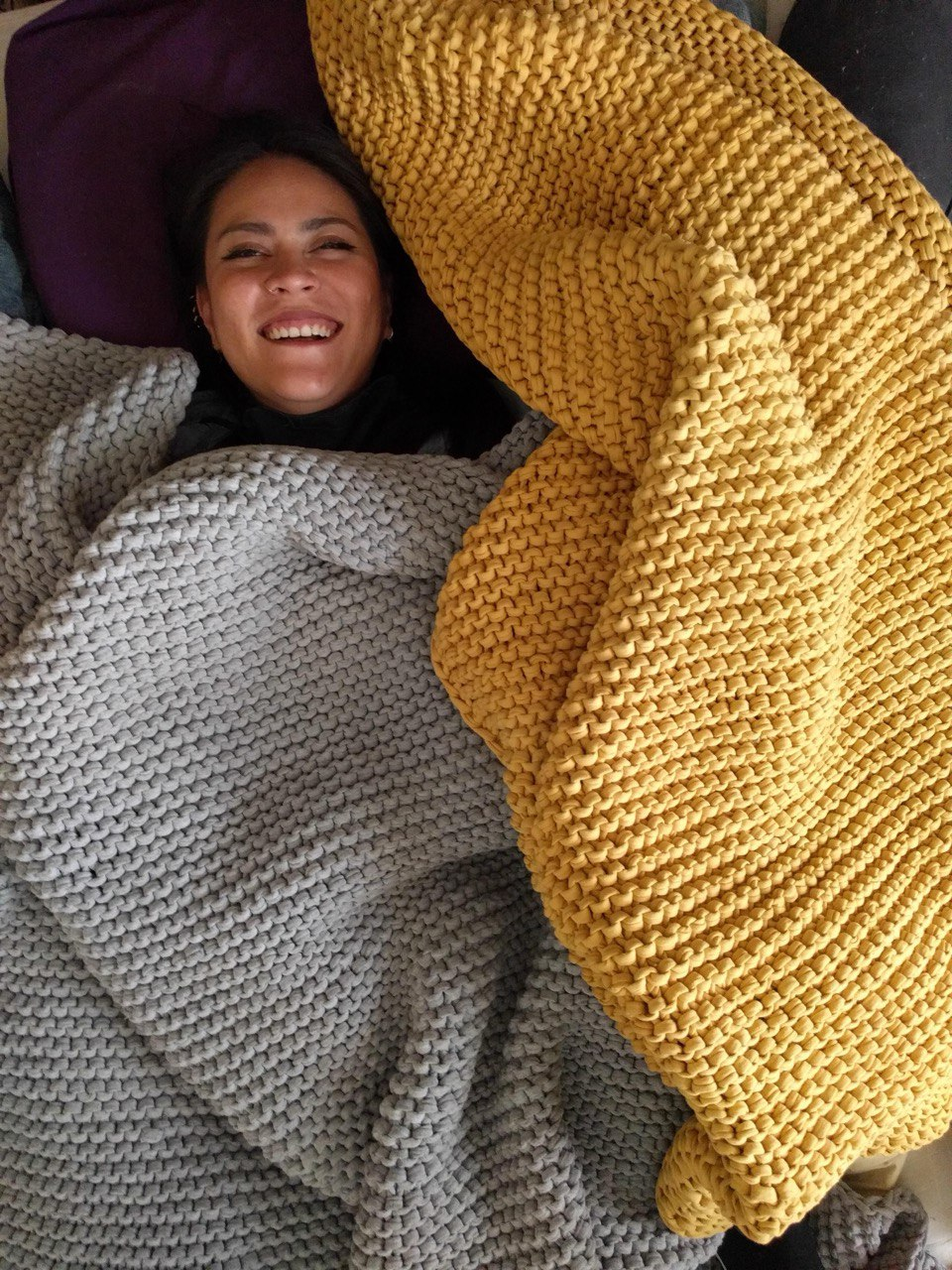
Cobija pesada (10 kg) tejida a mano con trapillo.

Una cobija pesada es una manta confeccionada con pequeños compartimentos a los que se les agregan balines plásticos o metálicos, o tejidas con hilos naturalmente pesados, usadas para facilitar el sueño y reducir la ansiedad.  Las cobijas pesadas se usan desde 1990 como herramientas de terapia de presión profunda (TPP) para asistir a personas diagnosticadas autismo, demencia y trastornos de salud mental. Desde 2020, con la evolución de la industria textil, se convirtieron en un producto de consumo masivo. Hay evidencia científica que respalda su uso  para aliviar el insomnio. Su uso en infancias y/o pacientes con enfermedades respiratorias debe ser monitoreado. 

## Usos y aplicaciones
Las prendas pesadas se utilizan en la TPP como parte de las actividades de integración sensorial usada para calmar a personas neurodivergentes con sensibilidad de procesamiento sensorial.  Usando cobijas y chalecos pesados, una máquina de abrazos o con la asistencia de otros animales entrenados en asistencia terapéutica se aplica  presión firme y uniforme sobre el cuerpo. 
Las cobijas pesadas de más de 11 kilos, usadas sin supervisión en infantes, han provocado la muerte de dos infantes cuyo peso y tamaño era menor al de la prenda.  

## Historia
El uso de cobijas pesadas en tratamientos terapéuticos tiene registro en 1965 cuando la zóologa y etóloga autista Temple Grandin inventó la máquina de abrazos. 
En 1997 Keith y Lynda Zivalich produjeron una versión usando semillas al que llamaron Magic Weigthed Blanket y comenzaron a venderlas el siguiente año.  
El primer estudio oficial se condujo en 1999 por Tina Champagne, una terapeuta ocupacional que la utilizó como mecanismo de regulación para individuos con un amplio espectro de síntomas. La popularidad de las cobijas pesadas se impuso. 
Fue en 2017 cuando su comercialización se volvió masiva tras el lanzamiento de una campaña en la plataforma Kickstarter hecha por el sitio de noticias científicas Futurism, quienes lograron reunir 5 millones de dólares para producir una cobija llamada Gravity Blanket. La compañía produjo más de 128,000 unidades logrando posicionarlas como ayuda para dormir en cualquier persona. 
En 2018 la revista Time mencionó a las «cobijas que alivian la ansiedad» como uno de los mejores inventos del año, refiriéndose específicamente al producto hecho por Futurism; aunque aclararon que no era un invento de su autoría, reconocieron que la compañía llevó el uso a las masas.  A esta mención le siguieron múltiples más que provocaron mayor visibilidad en un mundo que aprendía a comprar en línea e informarse en medios sociales. 
Para 2018 tiendas minoristas comenzaron a vender variaciones de cobijas y para finales de ese mismo año, todas las tiendas en línea ofrecían alguna. 

## Composición

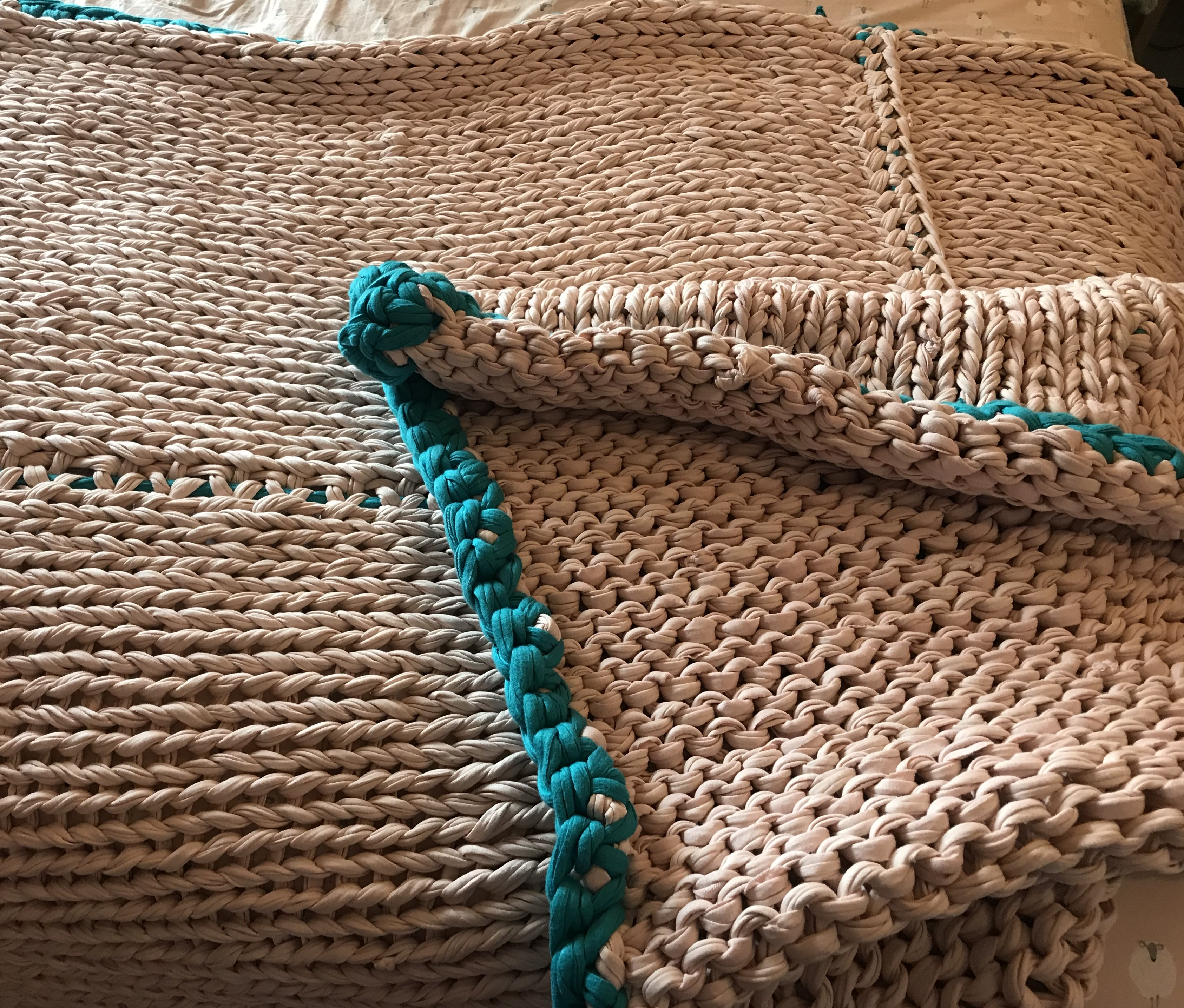
Cobina pesada tejida a mano (aprox. 6,7 kg / 14,7 lb), hecha con hilo de camiseta de doble hebra. Compuesta por 4 piezas, que se pueden desmontar para lavar.

Una versión común de cobijas pesadas se construye con compartimentos de tela que se llenan con pellets plásticos o cuentas, resultando en una cobija gruesa, de bajo costo económico pero alto costo ambiental. Las que usan balines metálicos tienen menos posibilidades de causar alergias y, debido a la densidad de los balines, pueden ser menos gruesas. 
Para construir cobijas tejidas a dos agujas o gancho, se usa trapillo hecho de tela de camiseta. 